# アントニオ・ダ・シルバ・ポルト
アントニオ・ダ・シルバ・ポルト（António da Silva Porto または António Carvalho de Silva Porto、1850年11月11日 – 1893年6月11日）はポルトガルの画家である。「写実主義」のスタイルの作品を描いた。

## 略歴
ポルトで生まれた。ポルトの美術学校(Academia Portuense de Belas Artes)で、画家のジョアン・アントニオ・コレイラや　タデウ・デ・アルメイダ・フルタードに学んだ。1873年の夏に仲間の学生のジョアン・マルケス・デ・オリベイラとパリに留学し、パリ国立高等美術学校でアレクサンドル・カバネルやアドルフ・イヴォンに学んだ。
教師たちに勧められてサロン・ド・パリに出展し、高い評価を得た。1878年のパリ万国博覧会の展覧会にも出展した。パリではバルビゾン派の画家や「写実主義」の画家たちから影響を受けた。1879年にイタリアに旅した後、ポルトガルに帰国し、ポルトにスタジオを開いた。その後、リスボンに移り、1881年にジョゼ・マリョーア(José Malhoa)、コルンバノ・ボルダロ・ピニェイロ(Culumbano Bordalo Pinheiro)、ラファエル・ボルダロ・ピニェイロ(Rafael Bordalo Pinheiro)といった芸術家と「Grupo do Leão（ライオンの会）」という美術グループを設立した。
42歳になった1892年リスボンで死去した。

## 作品

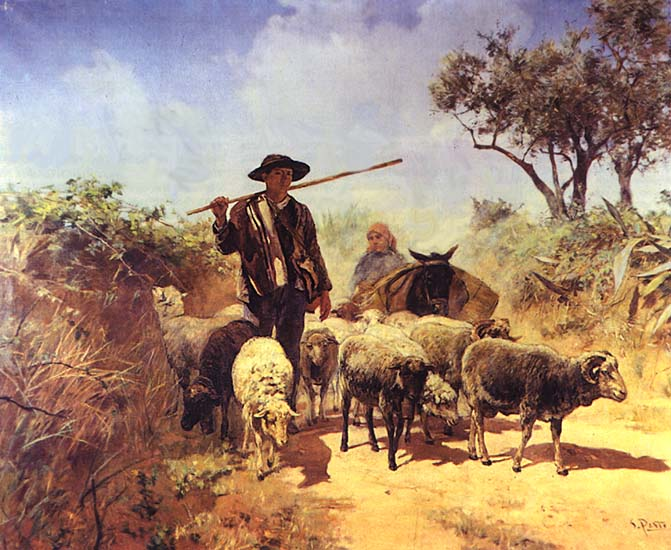
羊飼い (1893)
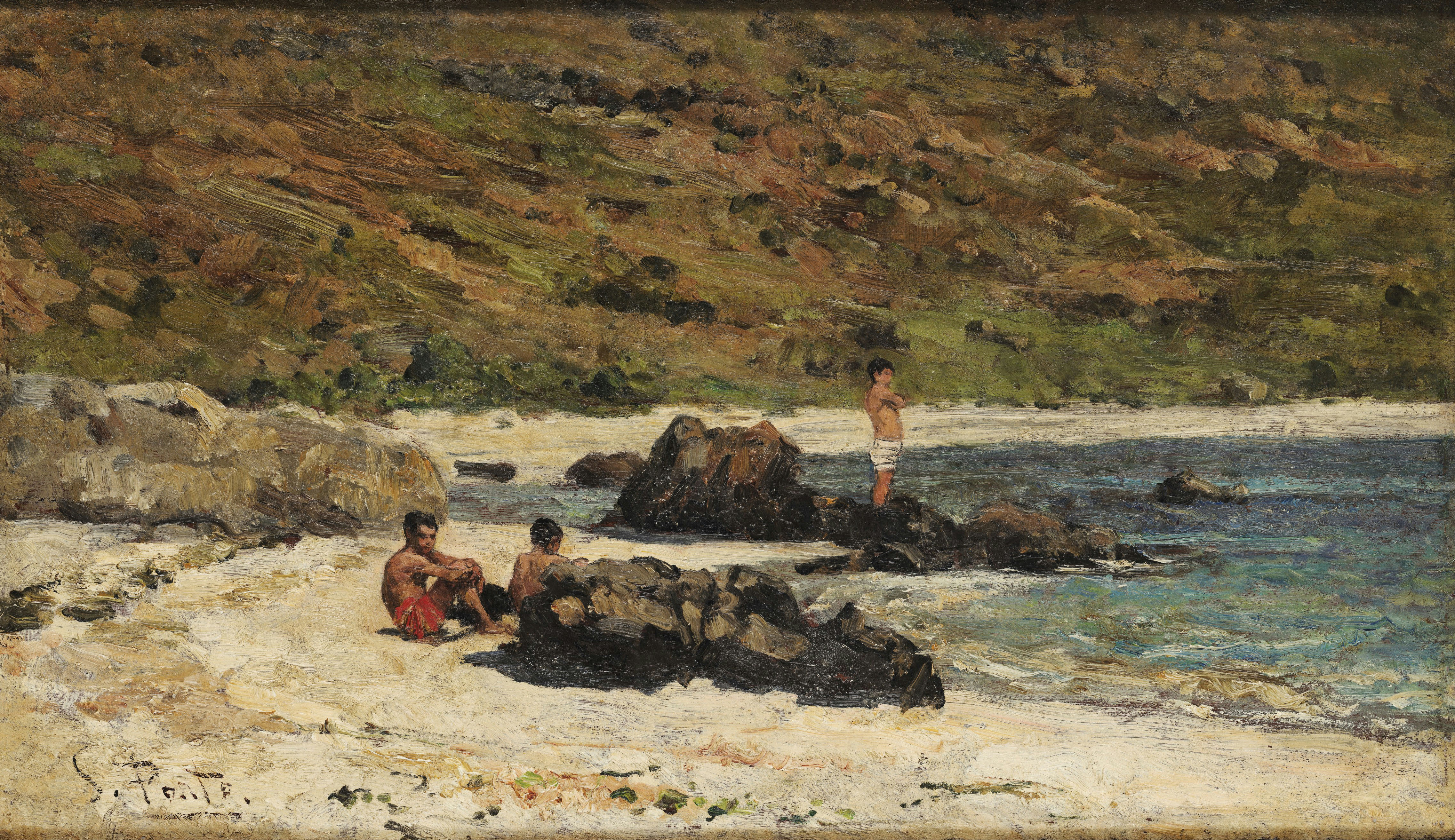
海岸の方隅で
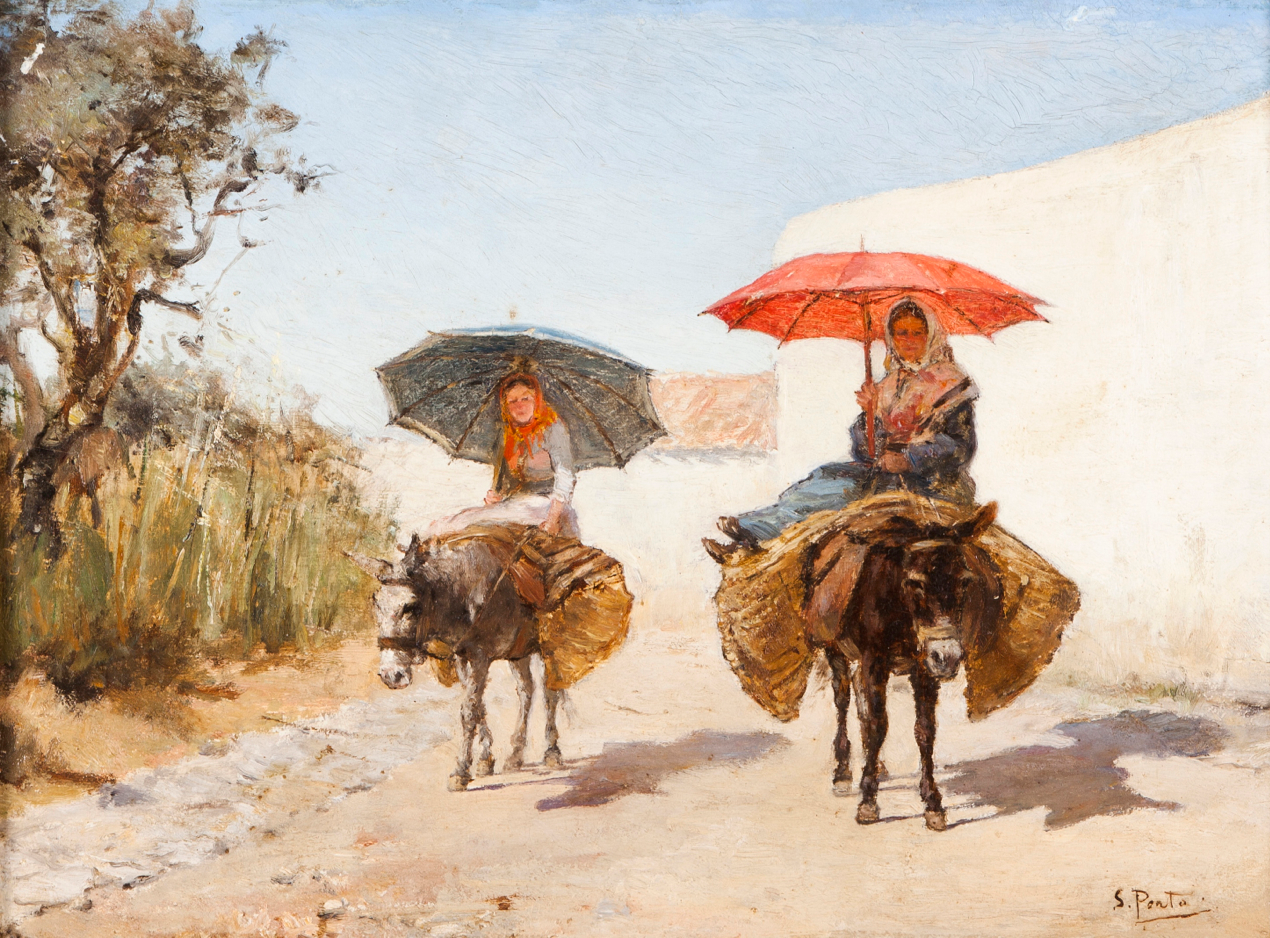
Saloias(リスボン近くの住民)

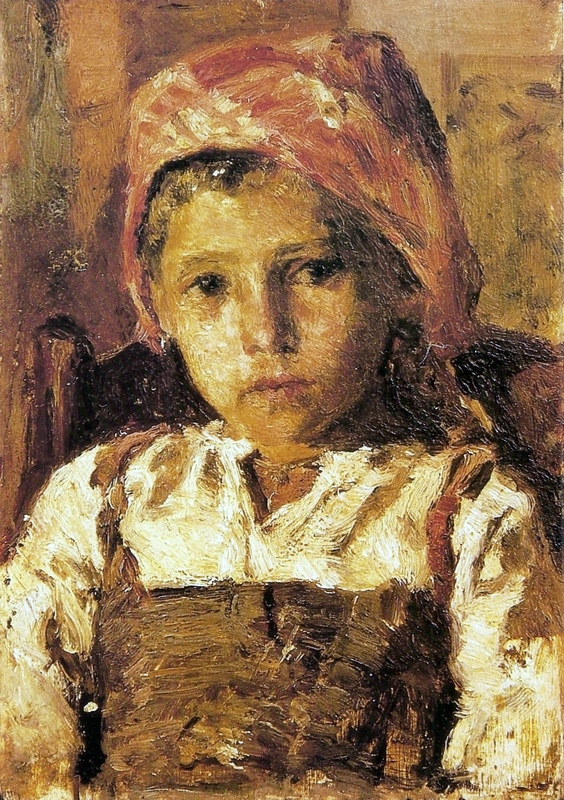
少女像
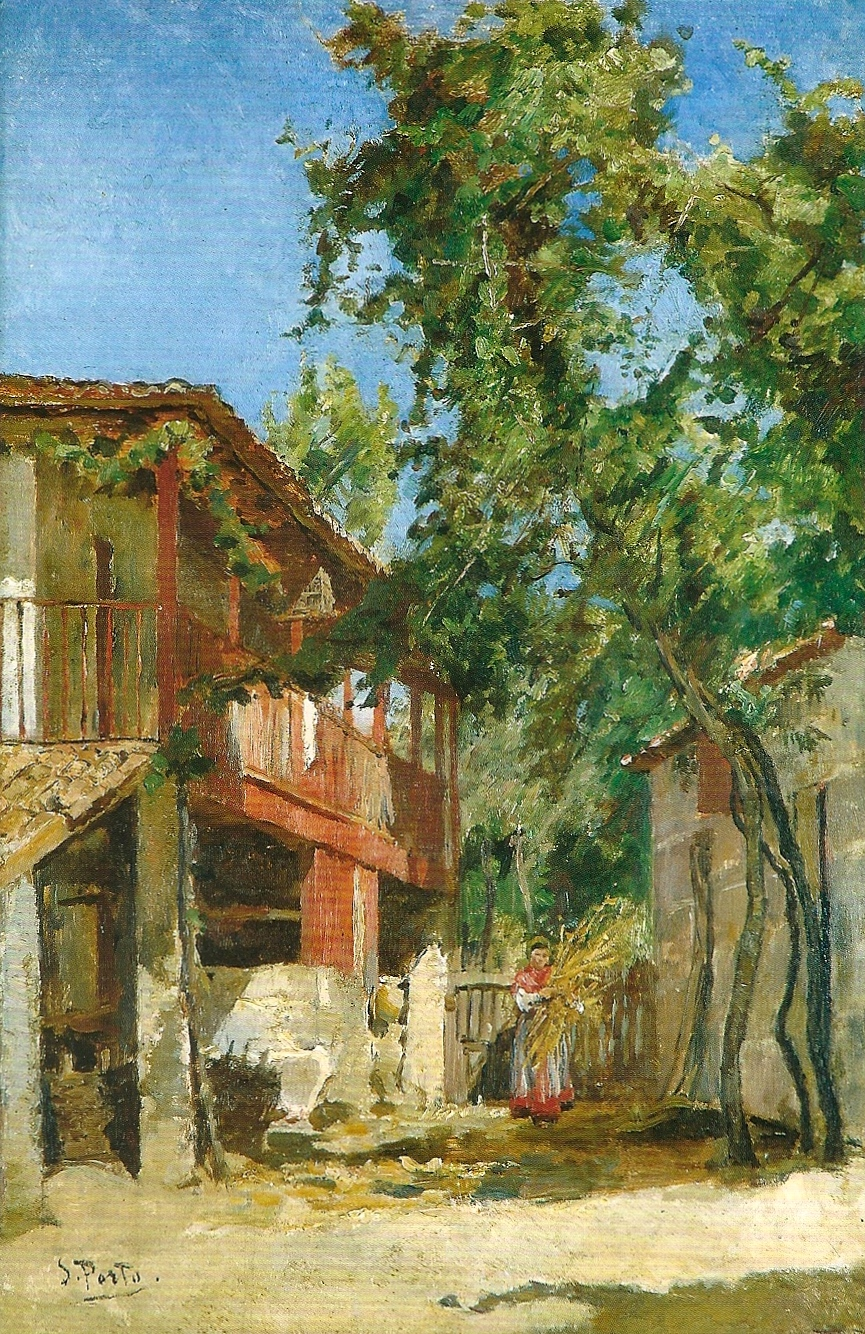
田舎の風景
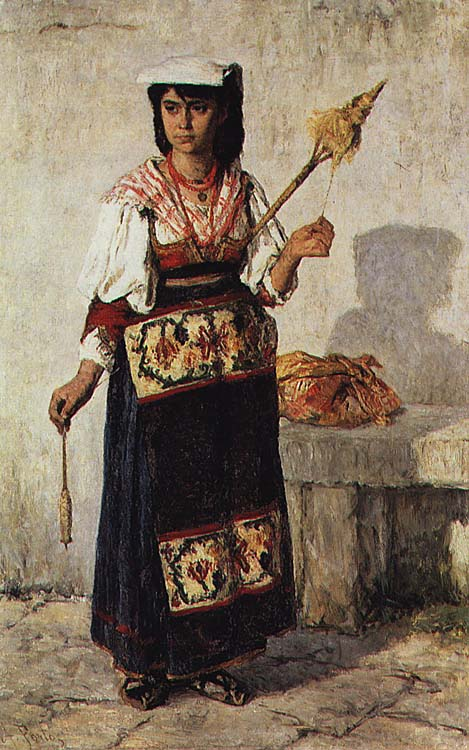
ナポリの糸繰りする少女 (1877)
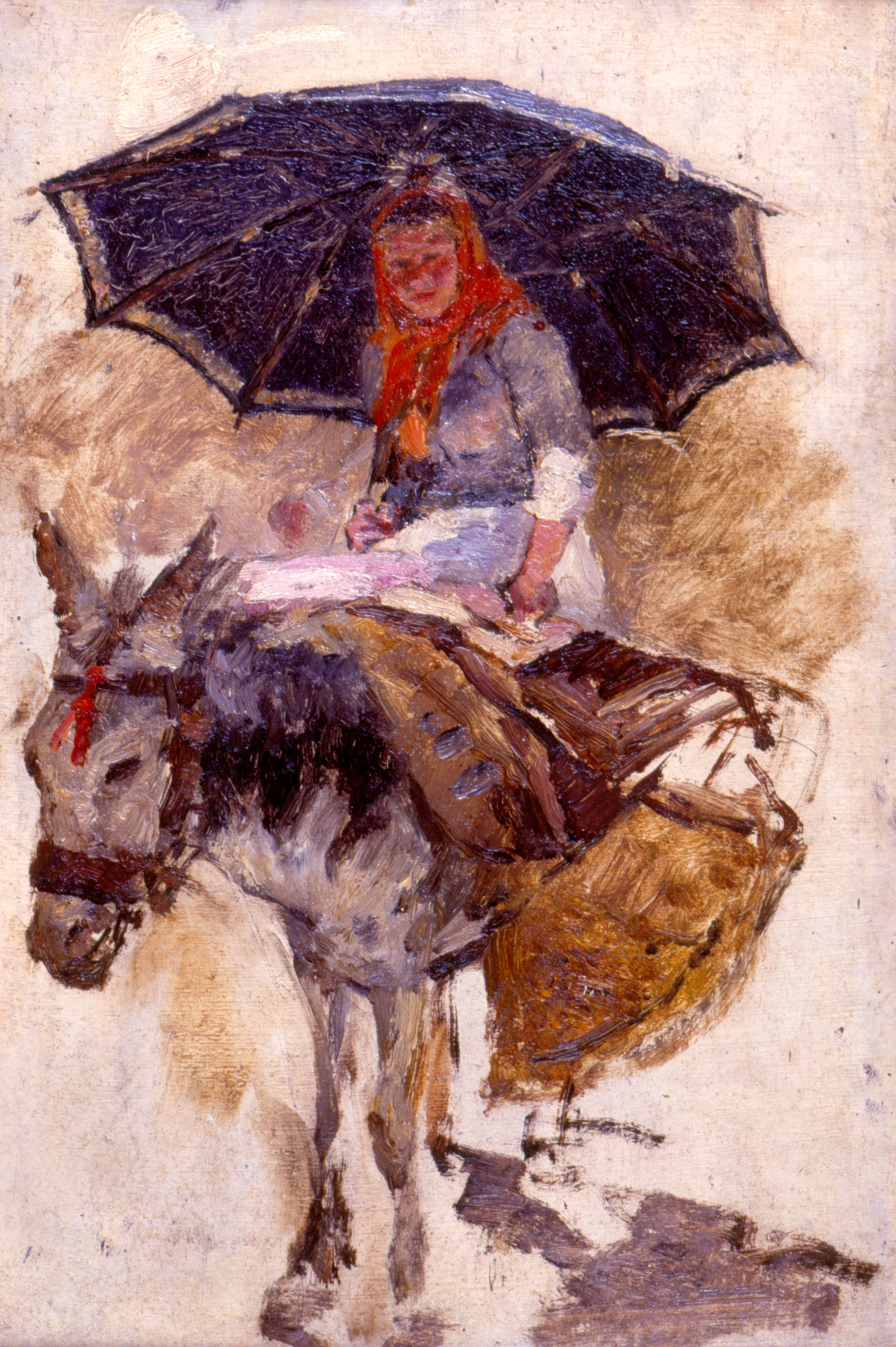
ロバに乗る少女